# Вістова (ґміна)
Ґміна Вістова — сільська гміна (волость) у Калуському повіті, який входив до Крайсгауптманшафту Калуш (1941—1943) та Крайсгауптманшафту Станіслав (1943—1944) — складових частин Дистрикту Галичина. Адміністративним центром гміни було село Вістова.
Гміна (волость) Подміхалє часів ІІ Речі Посполитій фактично була відновлена на час німецької окупації з липня 1941 р. до липня 1944 р., однак адміністративний центр перенесено в село Вістова, відповідно була й перейменована ґміна. Зі складу ґміни передано до ґміни Новиця села Бережниця і Добровляни, натомість передано з цієї ґміни село Завій, а зі ґміни Войнилів — село Бабин-Зарічний.
Гміна (волость) включала села Бабин-Зарічний, Вістова, Завій, Мислув (Мислів), Подміхалє (Підмихайля), Подхоркі (Підгірки), Рип'янка, Студзянка (Студінка), Хоцін (Хотінь), Яворувка (Яворівка)
На 1.03.1943 населення ґміни становило 12 751 особу..